# 500 miles d'Indianapolis 1954
GP précédent GP suivant
Les 500 miles d'Indianapolis 1954 (XXXVIIIth Indianapolis Motor Sweepstakes), courus sur l'Indianapolis Motor Speedway et organisés le lundi 31 mai 1954, ont été remportés par le pilote américain Bill Vukovich sur une Kurtis Kraft-Offenhauser.
L'épreuve comptait pour le championnat national américain (AAA) mais également pour le championnat du monde des pilotes, dont elle constituait la trente-quatrième épreuve et la deuxième manche de la saison.

## Contexte avant la course

### Le championnat du monde
Depuis 1950, les 500 miles d'Indianapolis, traditionnelle épreuve de l'AAA qui se court suivant une réglementation proche de l'ancienne formule internationale, font également partie du championnat du monde des conducteurs. Cependant, cette année encore, seuls les spécialistes américains y sont présents, les constructeurs et pilotes de F1 boycottant généralement cette course. La Scuderia Ferrari avait toutefois tenté l'expérience en 1952 avec Alberto Ascari, sans succès.

### Le circuit
Inauguré en 1909, le circuit d'Indianapolis est situé dans la ville de Speedway (Indiana). Son tracé rectangulaire comporte quatre virages à gauche, tous relevés et à rayon constant. Initialement constitué de graviers, le revêtement de la piste est composé de portions en Tarmac et d’autres en briques rouges. Malgré son dessin très simple, Indianapolis est un circuit très sélectif, les courbes se négociant à très haute vitesse. En 1952, Chet Miller s'y était qualifié à près de 224 km/h de moyenne.
Comme la plupart des courses américaines sur circuit, le départ est de type lancé, après un tour accompli derrière la voiture officielle (cette année une Dodge Royal 500).

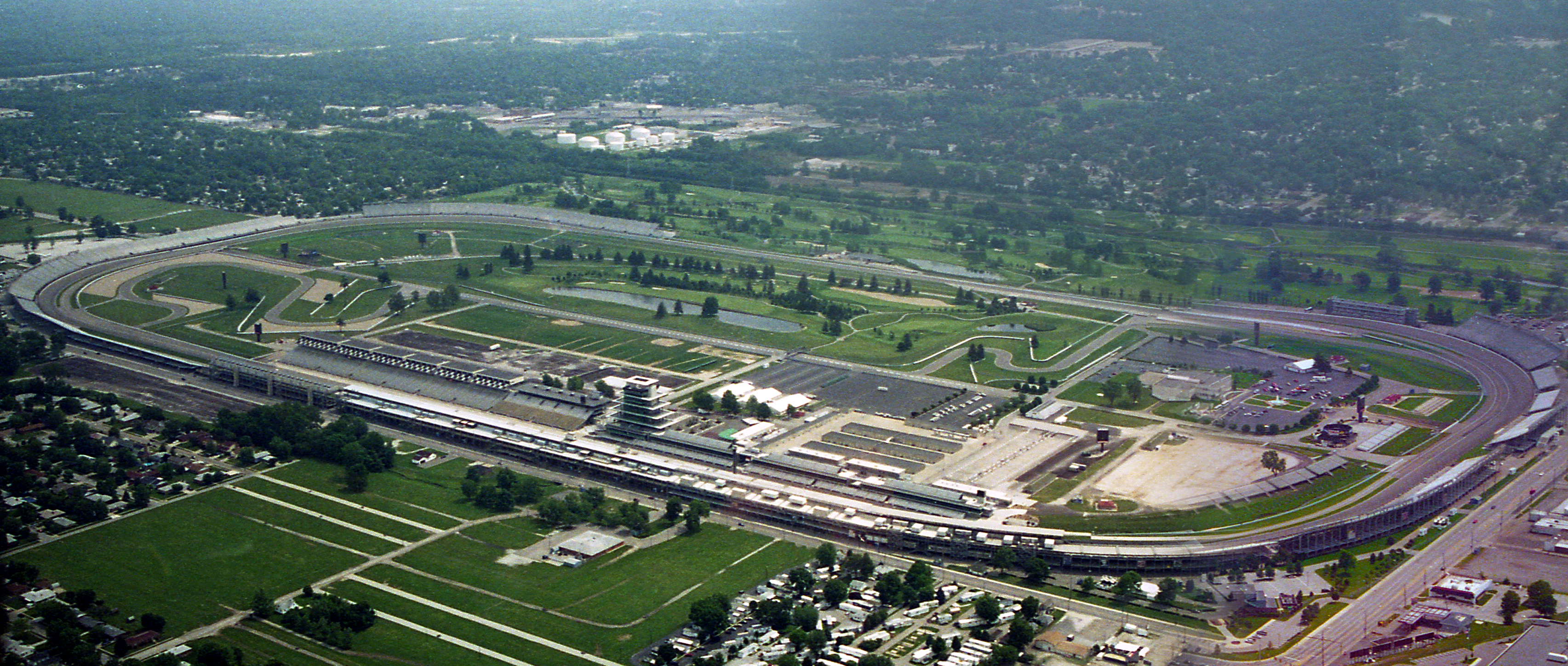
La piste d'Indianapolis, temple de la vitesse.

## Monoplaces en lice
La piste d'Indianapolis ne comportant que des virages à gauche, les monoplaces engagées sont préparées spécialement à cet effet et leur moteur est décalé à gauche du châssis. Le constructeur le plus représenté est Kurtis Kraft, vainqueur des éditions 1950, 1951 et 1953. Quant au moteur, presque tous les concurrents utilisent le bloc 4 cylindres Offenhauser (4 500 cm3, 320 chevaux à 5 200 tr/min). Le règlement permet l'utilisation de moteurs 3 litres à compresseur, mais le nombre de voitures ainsi équipées est très faible.

## Coureurs inscrits
| no | Pilote                         | Écurie                   | Monoplace (nom officiel)            | Constructeur | Châssis             | Moteur         | Pneumatiques |
| 1  | Sam Hanks                      | Ed Walsh                 | Bardahl Spl.                        | Kurtis Kraft | Kurtis Kraft 4000   | Offenhauser L4 | F            |
| 2  | Jack McGrath                   | Jack Hinkle              | Hinkle Spl.                         | Kurtis Kraft | Kurtis Kraft 500C   | Offenhauser L4 | F            |
| 3  | Marshall Teague                | Hart Fullerton           | Hart Fullerton Spl.                 | Kurtis Kraft | Kurtis Kraft 4000   | Offenhauser L4 | F            |
| 5  | Paul Russo                     | Hoosier Racing           | Ansted Rotary Engr. Spl.            | Kurtis Kraft | Kurtis Kraft 500A   | Offenhauser L4 | F            |
| 6  | Art Cross                      | Bessie Lee Paoli         | Springfield Welding Clay Smith Spl. | Kurtis Kraft | Kurtis Kraft 4000   | Offenhauser L4 | F            |
| 7  | Don Freeland                   | Bob Estes                | Bob Estes Spl.                      | Phillips     | Phillips            | Offenhauser L4 | F            |
| 8  | Duke Nalon                     | Novi Governor            | Novi Governor Spl.                  | Kurtis Kraft | Kurtis Kraft        | Novi V8s       | F            |
| 9  | Jimmy Bryan                    | Dean Van Lines           | Dean Van Lines Spl.                 | Kuzma        | Kuzma Indy Roadster | Offenhauser L4 | F            |
| 10 | Tony Bettenhausen              | Mel Wiggers              | Mel Wiggers Spl.                    | Kurtis Kraft | Kurtis Kraft 500C   | Offenhauser L4 | F            |
| 12 | Rodger Ward                    | Dr. Sabourin             | Dr. Sabourin Spl.                   | Pawl         | Pawl                | Offenhauser L4 | F            |
| 14 | Bill Vukovich                  | Howard Keck              | Fuel Injection Spl.                 | Kurtis Kraft | Kurtis Kraft 500A   | Offenhauser L4 | F            |
| 15 | Johnnie Parsons                | Belond Equa-Flow         | Belond Equa-Flow Exhaust Spl.       | Kurtis Kraft | Kurtis Kraft 500C   | Offenhauser L4 | F            |
| 16 | Duane Carter Jimmy Jackson     | Casaroll                 | Auto Shippers Spl.                  | Kurtis Kraft | Kurtis Kraft 4000   | Offenhauser L4 | F            |
| 17 | Bob Sweikert                   | Lutes Truck Parts        | Lutes Truck Parts Spl.              | Kurtis Kraft | Kurtis Kraft 4000   | Offenhauser L4 | F            |
| 18 | Bob Scott                      | Ray Brady                | Springfield Welding Clay Smith Spl. | Kurtis Kraft | Kurtis Kraft 4000   | Offenhauser L4 | F            |
| 19 | Jimmy Daywalt                  | Chapman Root             | Sumar Spl.                          | Kurtis Kraft | Kurtis Kraft 500C   | Offenhauser L4 | F            |
| 21 | Bob Scott                      | Ernest Ruiz              | Travelon Trailer Spl.               | Kurtis Kraft | Kurtis Kraft 500A   | Offenhauser L4 | F            |
| 22 | Cliff Griffith George Tichenor | Tom Sarafoff             | Tom Sarafoff Spl.                   | Kurtis Kraft | Kurtis Kraft 2000   | Offenhauser L4 | F            |
| 23 | Jerry Hoyt                     | Chapman Root             | Sumar Spl.                          | Kurtis Kraft | Kurtis Kraft 3000   | Offenhauser L4 | F            |
| 24 | Cal Niday                      | Jim Robbins              | Jim Robbins Spl.                    | Stevens      | Stevens             | Offenhauser L4 | F            |
| 25 | Jimmy Reece                    | Emmet Malloy             | Malloy Spl.                         | Pankratz     | Pankratz D          | Offenhauser L4 | F            |
| 26 | Henry Banks                    | Lindsey Hopkins          | Motor Racer Spl.                    | Lesovsky     | Lesovsky            | Offenhauser L4 | F            |
| 27 | Ed Elisian                     | H.A. Chapman             | Chapman Spl.                        | Stevens      | Stevens             | Offenhauser L4 | F            |
| 28 | Larry Crockett                 | Federal Engineering      | Federal Engineering Detroit Spl.    | Kurtis Kraft | Kurtis Kraft 3000   | Offenhauser L4 | F            |
| 31 | Gene Hartley                   | John Zink                | John Zink Spl.                      | Kurtis Kraft | Kurtis Kraft 4000   | Offenhauser L4 | F            |
| 32 | Ernie McCoy                    | Ray Crawford             | Crawford Spl.                       | Kurtis Kraft | Kurtis Kraft 500B   | Offenhauser L4 | F            |
| 33 | Len Duncan                     | Ray Brady                | Ray Brady Spl.                      | Schroeder    | Schroeder           | Offenhauser L4 | F            |
| 34 | Troy Ruttman                   | Casaroll                 | Auto Shippers Spl.                  | Kurtis Kraft | Kurtis Kraft 500A   | Offenhauser L4 | F            |
| 35 | Pat O’Connor                   | Lindsey Hopkins          | Hopkins Spl.                        | Kurtis Kraft | Kurtis Kraft 500C   | Offenhauser L4 | F            |
| 36 | Al Herman George Fonder        | Ed Stone                 | Stone Spl.                          | Kurtis Kraft | Kurtis Kraft 3000   | Offenhauser L4 | F            |
| 37 | Paul Russo                     | Federal Engineering      | Federal Engineering Detroit Spl.    | Kurtis Kraft | Kurtis Kraft 4000   | Offenhauser L4 | F            |
| 38 | Jim Rathmann Bill Holland      | Ed Walsh                 | Bardahl Spl.                        | Kurtis Kraft | Kurtis Kraft 500C   | Offenhauser L4 | F            |
| 39 | Pat Flaherty                   | Shouse Motors            | Shouse Motors Spl.                  | Kurtis Kraft | Kurtis Kraft 500A   | Chrysler V8    | F            |
| 41 | Franck Mundy                   | Roger Wolcott            | McDowell Spl.                       | Schroeder    | Schroeder           | Offenhauser L4 | F            |
| 43 | Johnny Thomson                 | H.A. Chapman             | Chapman Spl.                        | Nichels      | Nichels             | Offenhauser L4 | F            |
| 44 | Walt Faulkner                  | Peter Schmidt            | Peter Schmidt Spl.                  | Kuzma        | Kuzma Indy Roadster | Offenhauser L4 | F            |
| 45 | Art Cross                      | Ed Walsh                 | Bardahl Spl.                        | Kurtis Kraft | Kurtis Kraft 4000   | Offenhauser L4 | F            |
| 47 | Danny Oakes                    | Privé                    | Ferrari 375 Spl.                    | Ferrari      | Ferrari 375 S       | Ferrari V12    | F            |
| 49 | Danny Oakes                    | Micro-Nut                | Micro-Nut Spl.                      | Kurtis Kraft | Kurtis Kraft 4000   | Chrysler V8    | F            |
| 51 | Bill Homeier                   | Jones & Maley Cars       | Jones & Maley Spl.                  | Kurtis Kraft | Kurtis Kraft 500C   | Offenhauser L4 | F            |
| 52 | Chuck Weyant                   | Park Motors              | Park Motors Spl.                    | Silnes       | Silnes              | Offenhauser L4 | F            |
| 53 | Jimmy Davies                   | Pat Clancy               | Pat Clancy Spl.                     | Kurtis Kraft | Kurtis Kraft 500A   | Offenhauser L4 | F            |
| 54 | Eddie Sachs                    | Marion Engineering       | Marion Spl.                         | Kurtis Kraft | Kurtis Kraft 2000   | Offenhauser L4 | F            |
| 59 | Jim Rathmann                   | Elgin Piston Pin         | Elgin Pstn. Pin Spl.                | Kurtis Kraft | Kurtis Kraft 500A   | Offenhauser L4 | F            |
| 62 | Duke Dinsmore                  | Commercial Motor Freight | Commercial Motor Freight Spl.       | Ewing        | Ewing D             | Offenhauser L4 | F            |
| 65 | Spider Webb Danny Kladis       | Bruce Bromme             | Advance Muffler Spl.                | Bromme       | Bromme              | Offenhauser L4 | F            |
| 66 | Bob Christie                   | Christy                  | Christy Spl.                        | Lesovsky     | Lesovsky            | Offenhauser L4 | F            |
| 67 | Potsy Goacher                  | D-A Lubricants Racing    | D-A Lubricants Spl.                 | Moore        | Moore               | Offenhauser L4 | F            |
| 68 | Ed Elisian                     | Peter Wales Trucking     | Peter Wales Spl.                    | Kurtis Kraft | Kurtis Kraft 4000   | Offenhauser L4 | F            |
| 69 | Johnnie Tolan                  | Hoosier Racing           | Ansted Rotary Engr. Spl.            | Kurtis Kraft | Kurtis Kraft 500A   | Offenhauser L4 | F            |
| 71 | Frank Armi George Fonder       | T.W. & W.T. Martin       | Martin Bros Spl.                    | Kurtis Kraft | Kurtis Kraft        | Offenhauser L4 | F            |
| 73 | Mike Nazaruk                   | Lee Elkins               | McNamara Spl.                       | Kurtis Kraft | Kurtis Kraft 500C   | Offenhauser L4 | F            |
| 74 | Andy Linden                    | Brown Motors             | Brown Motor Co Spl.                 | Schroeder    | Schroeder           | Offenhauser L4 | F            |
| 77 | Fred Agabashian                | Milt Marion              | Merz Engineering Spl.               | Kurtis Kraft | Kurtis Kraft 500C   | Offenhauser L4 | F            |
| 83 | Eddie Johnson                  | Lee Elkins               | McNamara Spl.                       | Turner       | Turner              | Offenhauser L4 | F            |
| 88 | Manny Ayulo                    | Peter Schmidt            | Peter Schmidt Spl.                  | Kuzma        | Kuzma Indy Roadster | Offenhauser L4 | F            |
| 89 | Pat Flaherty                   | Dunn Engineering         | Dunn Engineering Spl.               | Kurtis Kraft | Kurtis Kraft 500A   | Offenhauser L4 | F            |
| 93 | Billy DeVore                   | Youngstown White Truck   | Youngstown White Truck Spl.         | Kurtis Kraft | Kurtis Kraft 3000   | Offenhauser L4 | F            |
| 97 | Walt Faulkner                  | Murrell Belanger         | Belanger Motors Spl.                | Lesovsky     | Lesovsky            | Offenhauser L4 | F            |
| 98 | Chuck Stevenson                | JC Agajanian             | Agajanian Spl.                      | Kuzma        | Kuzma Indy Roadster | Offenhauser L4 | F            |
| 99 | Jerry Hoyt Lee Wallard         | Murrell Belanger         | Belanger Motors Spl.                | Kurtis Kraft | Kurtis Kraft        | Offenhauser L4 | F            |

## Qualifications
Les essais qualificatifs sont prévus les deux week-ends du 15/16 et 22/23 mai. Pour les qualifications, les pilotes sont chronométrés sur 4 tours lancés (10 miles). Le premier jour, déterminant les premières lignes de la grille de départ, est appelé "Pole Day", les pilotes se qualifiant les jours suivants ne pouvant prétendre aux premières lignes. Firestone a développé une nouvelle structure pour ses pneumatiques, qui se sont avérés plus performants lors des essais libres.
Dès le samedi 15 mai, Jack McGrath établit un nouveau record, bouclant ses quatre tours à la moyenne de 226,971 km/h, améliorant de 3 km/h la performance établie en 1952 par Chet Miller. Il a bouclé son meilleur tour à la moyenne de 227,379 km/h. C'est la première fois que la barrière des 225 km/h au tour est franchie. McGrath s'assure la pole position, devançant nettement Jimmy Daywalt, qui après un premier tour accompli à 226,385 km/h de moyenne a préféré lever le pied, bouclant ses quatre tours à 224,969 km/h de moyenne. Jimmy Bryan complète la première ligne, avec un temps assez proche de celui de Daywalt. Parmi les huit autres concurrents qualifiés cette première journée, aucun n'a dépassé les 224 km/h.
Les conditions ne sont pas très favorables le dimanche 16 mai où seul Pat O’Connor parvient à se qualifier, assez loin des meilleurs temps réalisés la veille. Beaucoup de pilotes sont en piste le week-end suivant, vingt et une places restant à pourvoir. Le samedi 22 mai, douze pilotes se qualifient, le plus rapide étant Cal Niday qui à 225,028 km/h de moyenne réalise le deuxième meilleur temps absolu des essais officiels, mais devra cependant s'élancer derrière les douze concurrents qualifié le week-end précédent. Le lendemain, neuf places sur la grille restent à attribuer et c'est le débutant Larry Crockett qui se montre le plus rapide à la moyenne de 224,595 km/h. Au total, dix pilotes ont franchi la barrière des 224 km/h, une nette progression par rapport à l'année précédente où la meilleure moyenne sur quatre tours était de 222,720 km/h.
| Pos. | no | Pilote          | Voiture      | Moyenne      | Temps (4 tours) | Écart    |
| 1    | 2  | Jack McGrath    | Kurtis Kraft | 226,971 km/h | 4 min 15 s 26   |          |
| 2    | 19 | Jimmy Daywalt   | Kurtis Kraft | 224,969 km/h | 4 min 17 s 53   | + 2 s 27 |
| 3    | 9  | Jimmy Bryan     | Kuzma        | 224,769 km/h | 4 min 17 s 76   | + 2 s 50 |
| 4    | 43 | Johnny Thomson  | Nichels      | 223,356 km/h | 4 min 19 s 39   | + 4 s 13 |
| 5    | 98 | Chuck Stevenson | Kuzma        | 223,338 km/h | 4 min 19 s 41   | + 4 s 15 |
| 6    | 7  | Don Freeland    | Phillips     | 222,635 km/h | 4 min 20 s 23   | + 4 s 97 |
| 7    | 25 | Jimmy Reece     | Pankratz     | 222,592 km/h | 4 min 20 s 28   | + 5 s 02 |
| 8    | 16 | Duane Carter    | Kurtis Kraft | 222,472 km/h | 4 min 20 s 42   | + 5 s 16 |
| 9    | 17 | Bob Sweikert    | Kurtis Kraft | 222,421 km/h | 4 min 20 s 48   | + 5 s 22 |
| 10   | 1  | Sam Hanks       | Kurtis Kraft | 222,080 km/h | 4 min 20 s 88   | + 5 s 62 |
| 11   | 34 | Troy Ruttman    | Kurtis Kraft | 221,665 km/h | 4 min 21 s 37   | + 6 s 11 |

| Pos. | no | Pilote       | Voiture      | Moyenne      | Temps (4 tours) | Écart |
| 1    | 35 | Pat O’Connor | Kurtis Kraft | 222,225 km/h | 4 min 20 s 71   |       |

| Pos. | no | Pilote            | Voiture      | Moyenne      | Temps (4 tours) | Écart    |
| 1    | 24 | Cal Niday         | Stevens      | 225,028 km/h | 4 min 17 s 46   |          |
| 2    | 73 | Mike Nazaruk      | Kurtis Kraft | 224,647 km/h | 4 min 17 s 90   | + 0 s 44 |
| 3    | 15 | Johnnie Parsons   | Kurtis Kraft | 224,629 km/h | 4 min 17 s 92   | + 0 s 46 |
| 4    | 12 | Rodger Ward       | Pawl         | 224,177 km/h | 4 min 18 s 44   | + 0 s 98 |
| 5    | 31 | Gene Hartley      | Kurtis Kraft | 223,797 km/h | 4 min 18 s 88   | + 1 s 42 |
| 6    | 51 | Bill Homeier      | Kurtis Kraft | 223,615 km/h | 4 min 19 s 09   | + 1 s 63 |
| 7    | 14 | Bill Vukovich     | Kurtis Kraft | 222,859 km/h | 4 min 19 s 97   | + 2 s 51 |
| 8    | 12 | Ernie McCoy       | Kurtis Kraft | 222,764 km/h | 4 min 20 s 08   | + 2 s 62 |
| 9    | 10 | Tony Bettenhausen | Kurtis Kraft | 222,532 km/h | 4 min 20 s 35   | + 2 s 89 |
| 10   | 88 | Manny Ayulo       | Kuzma        | 222,353 km/h | 4 min 20 s 56   | + 3 s 10 |
| 11   | 74 | Andy Linden       | Schroeder    | 221,800 km/h | 4 min 21 s 21   | + 3 s 75 |
| 12   | 77 | Fred Agabashian   | Kurtis Kraft | 221,681 km/h | 4 min 21 s 35   | + 3 s 89 |

| Pos. | no | Pilote         | Voiture      | Moyenne      | Temps (4 tours) | Écart    |
| 1    | 28 | Larry Crockett | Kurtis Kraft | 224,595 km/h | 4 min 17 s 96   |          |
| 2    | 33 | Len Duncan     | Schroeder    | 224,048 km/h | 4 min 18 s 59   | + 0 s 63 |
| 3    | 45 | Art Cross      | Kurtis Kraft | 223,176 km/h | 4 min 19 s 60   | + 1 s 64 |
| 4    | 38 | Jim Rathmann   | Kurtis Kraft | 222,456 km/h | 4 min 20 s 44   | + 2 s 48 |
| 5    | 65 | Spider Webb    | Bromme       | 222,056 km/h | 4 min 20 s 91   | + 2 s 95 |
| 6    | 99 | Jerry Hoyt     | Kurtis Kraft | 221,808 km/h | 4 min 21 s 20   | + 3 s 24 |
| 7    | 27 | Ed Elisian     | Stevens      | 221,758 km/h | 4 min 21 s 26   | + 3 s 30 |
| 8    | 5  | Paul Russo     | Kurtis Kraft | 221,571 km/h | 4 min 21 s 48   | + 3 s 52 |
| 9    | 71 | Frank Armi     | Kurtis Kraft | 221,563 km/h | 4 min 21 s 49   | + 3 s 53 |

## Grille de départ
| 1re ligne | Pos. 1                                   |  | Pos. 2                                  |  | Pos. 3                                      |
|           | Jack McGrath Kurtis Kraft 226,971 km/h   |  | Jimmy Daywalt Kurtis Kraft 224,969 km/h |  | Jimmy Bryan Kuzma 224,769 km/h              |
| 2e ligne  | Pos. 4                                   |  | Pos. 5                                  |  | Pos. 6                                      |
|           | Johnny Thomson Nichels 223,356 km/h      |  | Chuck Stevenson Kuzma 223,338 km/h      |  | Don Freeland Phillips 222,635 km/h          |
| 3e ligne  | Pos. 7                                   |  | Pos. 8                                  |  | Pos. 9                                      |
|           | Jimmy Reece Pankratz 222,592 km/h        |  | Duane Carter Kurtis Kraft 222,472 km/h  |  | Bob Sweikert Kurtis Kraft 222,421 km/h      |
| 4e ligne  | Pos. 10                                  |  | Pos. 11                                 |  | Pos. 12                                     |
|           | Sam Hanks Kurtis Kraft 222,080 km/h      |  | Troy Ruttman Kurtis Kraft 221,665 km/h  |  | Pat O’Connor Kurtis Kraft 222,225 km/h      |
| 5e ligne  | Pos. 13                                  |  | Pos. 14                                 |  | Pos. 15                                     |
|           | Cal Niday Stevens 225,028 km/h           |  | Mike Nazaruk Kurtis Kraft 224,647 km/h  |  | Johnnie Parsons Kurtis Kraft 224,629 km/h   |
| 6e ligne  | Pos. 16                                  |  | Pos. 17                                 |  | Pos. 18                                     |
|           | Rodger Ward Pawl 224,177 km/h            |  | Gene Hartley Kurtis Kraft 223,797 km/h  |  | Bill Homeier Kurtis Kraft 223,615 km/h      |
| 7e ligne  | Pos. 19                                  |  | Pos. 20                                 |  | Pos. 21                                     |
|           | Bill Vukovich Kurtis Kraft 222,859 km/h  |  | Ernie McCoy Kurtis Kraft 222,764 km/h   |  | Tony Bettenhausen Kurtis Kraft 222,532 km/h |
| 8e ligne  | Pos. 22                                  |  | Pos. 23                                 |  | Pos. 24                                     |
|           | Manny Ayulo Kuzma 222,353 km/h           |  | Andy Linden Schroeder 221,800 km/h      |  | Fred Agabashian Kurtis Kraft 221,681 km/h   |
| 9e ligne  | Pos. 25                                  |  | Pos. 26                                 |  | Pos. 27                                     |
|           | Larry Crockett Kurtis Kraft 224,595 km/h |  | Len Duncan Schroeder 224,048 km/h       |  | Art Cross Kurtis Kraft 223,176 km/h         |
| 10e ligne | Pos. 28                                  |  | Pos. 29                                 |  | Pos. 30                                     |
|           | Jim Rathmann Kurtis Kraft 222,456 km/h   |  | Spider Webb Bromme 222,056 km/h         |  | Jerry Hoyt Kurtis Kraft 221,808 km/h        |
| 11e ligne | Pos. 31                                  |  | Pos. 32                                 |  | Pos. 33                                     |
|           | Ed Elisian Stevens 221,758 km/h          |  | Paul Russo Kurtis Kraft 221,571 km/h    |  | Frank Armi Kurtis Kraft 221,563 km/h        |

La pole a été réalisée par Jack McGrath à la moyenne de 226,971 km/h. Il s'agit également du meilleur temps des qualifications.

## Déroulement de la course
Le temps est très chaud lorsque le départ est donné, devant deux cent cinquante mille spectateurs. Lorsque la voiture de sécurité s'écarte à la fin du tour de lancement, Jack McGrath profite de sa pole position pour virer en tête, devant Jimmy Bryan, Johnny Thomson et Jimmy Daywalt. Les concurrents achèvent la première boucle dans cet ordre, tandis que Troy Ruttman, parti de la quatrième ligne, est déjà remonté en cinquième position, ayant gagné six places. McGrath se détache peu à peu de Bryan, alors que Ruttman continue sa progression, dépassant successivement Daywalt et Thomson. Il commence alors à menacer Bryan pour la seconde place. Celui-ci accélère également l'allure, si bien que vers le quinzième tour les trois voitures de tête sont roues dans roues. Mais à la fin du dix-neuvième tour, Ruttman est contraint de stopper à son stand pour faire remplacer un pneu. Bryan a un peu levé le pied, et aux 50 miles, compte environ 400 mètres de retard sur McGrath, toujours en tête. Suivent Thomson et Daywalt, puis Sam Hanks, Bill Vukovich et Art Cross, ces deux derniers ayant effectué une superbe progression depuis leurs positions en fond de grille.
Tandis que McGrath a porté son avance à une trentaine de secondes, Hanks et Vukovich se livrent un duel très serré, Vukovich prenant définitivement l'avantage au trente-huitième tour. Ils ont tous les deux été dépassés par Cross, qui a haussé le rythme pour bientôt se retrouver en seconde position, à la lutte avec Daywalt, Thomson ayant perdu du terrain et Bryan ayant dû s'arrêter au stand pour changement de pneus. À la fin du quarante-quatrième tour, McGrath est l'un des premiers à ravitailler en carburant, laissant Daywalt et Cross en découdre en tête. Ce duel va durer jusqu'aux 150 miles, lorsque la course est neutralisée à la suite d'un tête-à-queue de Ruttman. Les quatre premiers se ruent dans les stands pour ravitailler, laissant Bryan prendre la tête de la course jusqu'au quatre-vingt-huitième tour où il ravitaille à également. Commence alors une valse d'arrêts au stand, de nombreux pilotes se faisant remplacer à cause de la chaleur suffocante, et la course devient un instant difficile à suivre.
À mi-distance, Vukovich s'est installé en tête, avec un net avantage sur McGrath. Lorsque ce dernier effectue son second ravitaillement, c'est alors plus d'un tour d'avance que Vukovich compte sur Daywalt, qui stoppe peu après, et Bryan, bien revenu. Vukovich effectue son second arrêt à la fin du cent vingt-neuvième tour, abandonnant la première place à Bryan. Afin de gagner du temps, seuls les pneus de droite sont changés, et Vukovich repart second. Bryan effectue vingt boucles en tête avant d'effectuer son dernier arrêt, repartant trente-six secondes derrière Vukovich qui va parcourir les cent derniers miles sans être inquiété. Et c'est côte à côte que les deux premiers vont franchir la ligne d'arrivée, Bryan, qui assuré de sa seconde place a levé le pied en fin de course, comptant exactement un tour de retard sur Vukovich qui remporte les 500 miles pour la deuxième année consécutive. McGrath, qui avait perdu beaucoup de temps pour avoir calé son moteur après son second arrêt au stand, a accompli une belle fin de course, ayant repris la troisième place à Duane Carter qui avait relayé Ruttmann lors de son deuxième ravitaillement.

### Classements intermédiaires
Classements intermédiaires des monoplaces aux premier, dixième, vingtième, quarantième, soixantième, quatre-vingtième, centième, cent-vingtième, cent-quarantième, cent-soixantième et cent-quatre-vingtième tours.

### Classement final

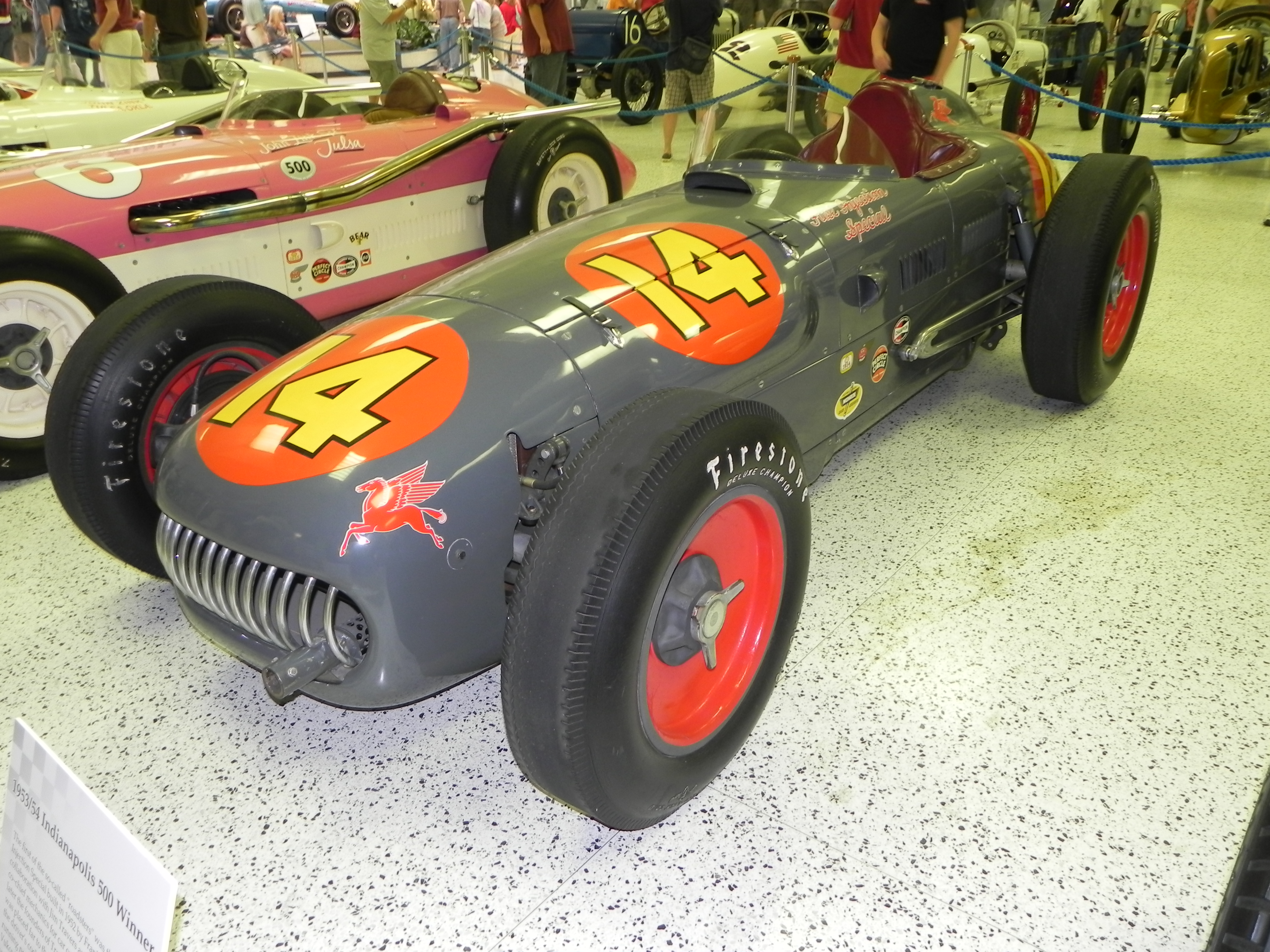
La Kurtis Kraft-Offenhauser de Bill Vukovich, déjà victorieuse en 1953, à nouveau gagnante de l'édition 1954 des 500 miles d'Indianapolis. En 1954, la voiture arborait une livrée blanche.

| Rang | no | Pilote                                                       | Voiture                  | Tours | Temps/Abandon      | Points |
| 1    | 14 | Bill Vukovich                                                | Kurtis Kraft-Offenhauser | 200   | 3 h 49 min 17 s 27 | 8      |
| 2    | 9  | Jimmy Bryan                                                  | Kuzma-Offenhauser        | 200   | + 1 min 09 s 95    | 6      |
| 3    | 2  | Jack McGrath                                                 | Kurtis Kraft-Offenhauser | 200   | + 1 min 19 s 73    | 5      |
| 4    | 34 | Troy Ruttman Duane Carter                                    | Kurtis Kraft-Offenhauser | 200   | + 2 min 52 s 68    | 1,5    |
| 5    | 73 | Mike Nazaruk                                                 | Kurtis Kraft-Offenhauser | 200   | + 3 min 24 s 55    | 2      |
| 6    | 77 | Fred Agabashian                                              | Kurtis Kraft-Offenhauser | 200   | + 3 min 47 s 55    |        |
| 7    | 7  | Don Freeland                                                 | Phillips-Offenhauser     | 200   | + 4 min 13 s 35    |        |
| 8    | 5  | Paul Russo Jerry Hoyt                                        | Kurtis Kraft-Offenhauser | 200   | + 5 min 01 s 17    |        |
| 9    | 28 | Larry Crockett (R)                                           | Kurtis Kraft-Offenhauser | 200   | + 7 min 07 s 24    |        |
| 10   | 24 | Cal Niday                                                    | Stevens-Offenhauser      | 200   | + 7 min 07 s 69    |        |
| 11   | 45 | Art Cross Johnnie Parsons Sam Hanks Andy Linden Jimmy Davies | Kurtis Kraft-Offenhauser | 200   | + 8 min 22 s 19    |        |
| 12   | 98 | Chuck Stevenson Walt Faulkner                                | Kuzma-Offenhauser        | 199   | + 1 tour           |        |
| 13   | 88 | Manny Ayulo                                                  | Kuzma-Offenhauser        | 197   | + 3 tours          |        |
| 14   | 17 | Bob Sweikert                                                 | Kurtis Kraft-Offenhauser | 197   | + 3 tours          |        |
| 15   | 16 | Duane Carter Marshall Teague Jimmy Jackson Tony Bettenhausen | Kurtis Kraft-Offenhauser | 196   | + 4 tours          |        |
| 16   | 32 | Ernie McCoy                                                  | Kurtis Kraft-Offenhauser | 194   | + 6 tours          |        |
| 17   | 25 | Jimmy Reece                                                  | Pankratz-Offenhauser     | 194   | + 6 tours          |        |
| 18   | 27 | Ed Elisian (R) Bob Scott                                     | Stevens-Offenhauser      | 193   | + 7 tours          |        |
| 19   | 71 | Frank Armi (R) George Fonder                                 | Kurtis Kraft-Offenhauser | 193   | + 7 tours          |        |
| 20   | 1  | Sam Hanks Jimmy Davies Jim Rathmann                          | Kurtis Kraft-Offenhauser | 191   | Sortie de piste    |        |
| 21   | 35 | Pat O'Connor (R)                                             | Kurtis Kraft-Offenhauser | 181   | Sortie de piste    |        |
| 22   | 12 | Rodger Ward Eddie Johnson                                    | Pawl-Offenhauser         | 172   | Retrait volontaire |        |
| 23   | 31 | Gene Hartley Marshall Teague                                 | Kurtis Kraft-Offenhauser | 168   | Embrayage          |        |
| 24   | 43 | Johnny Thomson Andy Linden Jimmy Daywalt                     | Nichels-Offenhauser      | 165   | Retrait volontaire |        |
| 25   | 74 | Andy Linden Bob Scott                                        | Schroeder-Offenhauser    | 165   | Suspension         |        |
| 26   | 99 | Jerry Hoyt                                                   | Kurtis Kraft-Offenhauser | 130   | Moteur             |        |
| 27   | 19 | Jimmy Daywalt                                                | Kurtis Kraft-Offenhauser | 111   | Accident           |        |
| 28   | 38 | Jim Rathmann Pat Flaherty                                    | Kurtis Kraft-Offenhauser | 110   | Accident           |        |
| 29   | 10 | Tony Bettenhausen                                            | Kurtis Kraft-Offenhauser | 105   | Roulement de roue  |        |
| 30   | 65 | Spider Webb Danny Kladis                                     | Bromme-Offenhauser       | 104   | Pompe à essence    |        |
| 31   | 33 | Len Duncan (R) George Fonder                                 | Schroeder-Offenhauser    | 101   | Freins             |        |
| 32   | 15 | Johnnie Parsons                                              | Kurtis Kraft-Offenhauser | 79    | Moteur             |        |
| 33   | 51 | Bill Homeier (R)                                             | Kurtis Kraft-Offenhauser | 74    | Accident           |        |

Un (R) indique que le pilote était éligible au trophée du "Rookie of the Year" (meilleur débutant de l'année), attribué à Larry Crockett.

### Pole position et record du tour
- Pole position :  Jack McGrath en 1 min 03 s 815 lors de la première séance de qualification (quatre tours en 4 min 15 s 26 - vitesse moyenne : 226,970 km/h).
- Meilleur tour en course :  Jack McGrath en 1 min 04 s 04 (vitesse moyenne : 226,152 km/h) au vingt-neuvième tour.

### Tours en tête
- Jack McGrath : 47 tours (1-44 / 89-91)
- Jimmy Daywalt : 8 tours (45-50 / 55 / 60)
- Art Cross : 8 tours (51-54 / 56-59)
- Bill Vukovich : 90 tours (61 / 92-129 / 150-200)
- Sam Hanks : 1 tour (62)
- Jimmy Bryan : 46 tours (63-88 / 130-149)

## Classement général à l'issue de la course
- attribution des points : 8, 6, 4, 3, 2 respectivement aux cinq premiers de chaque épreuve et 1 point supplémentaire pour le pilote ayant accompli le meilleur tour en course (signalé par un astérisque)
- Le règlement permet aux pilotes de se relayer sur une même voiture, les points éventuellement acquis étant alors partagés. Troy Ruttman et Duane Carter marquent chacun un point et demi pour leur quatrième place à Indianapolis.
- Sur dix épreuves qualificatives prévues pour le championnat du monde 1954, neuf seront effectivement courues, le Grand Prix des Pays-Bas, programmé le 6 juin[6], ayant été annulé.

| Pos. | Pilote                | Écurie       | Points | ARG | 500 | NL | BEL | FRA | GBR | ALL | SUI | ITA | ESP |
| 1    | Juan Manuel Fangio    | Maserati     | 8      | 8   | -   |    |     |     |     |     |     |     |     |
|      | Bill Vukovich         | Kurtis Kraft | 8      | -   | 8   |    |     |     |     |     |     |     |     |
| 3    | Giuseppe Farina       | Ferrari      | 6      | 6   | -   |    |     |     |     |     |     |     |     |
|      | Jimmy Bryan           | Kuzma        | 6      | -   | 6   |    |     |     |     |     |     |     |     |
| 5    | José Froilán González | Ferrari      | 5      | 5*  | -   |    |     |     |     |     |     |     |     |
|      | Jack McGrath          | Kurtis Kraft | 5      | -   | 5*  |    |     |     |     |     |     |     |     |
| 7    | Maurice Trintignant   | Ferrari      | 3      | 3   | -   |    |     |     |     |     |     |     |     |
| 8    | Élie Bayol            | Gordini      | 2      | 2   | -   |    |     |     |     |     |     |     |     |
|      | Mike Nazaruk          | Kurtis Kraft | 2      | -   | 2   |    |     |     |     |     |     |     |     |
| 10   | Troy Ruttman          | Kurtis Kraft | 1,5    | -   | 1,5 |    |     |     |     |     |     |     |     |
|      | Duane Carter          | Kurtis Kraft | 1,5    | -   | 1,5 |    |     |     |     |     |     |     |     |

## À noter
- 2e victoire pour Bill Vukovich dans le cadre du championnat du monde de Formule 1.
- 4e victoire pour Kurtis Kraft en tant que constructeur dans le cadre du championnat du monde de Formule 1.
- 5e victoire pour Offenhauser en tant que motoriste dans le cadre du championnat du monde de Formule 1.
- À cause de températures supérieures à 55 °C, de nombreux pilotes partagent leur voiture avec des pilotes de "secours".
  - n°34: Troy Ruttman (130 tours) et Duane Carter (70 tours). Il se partagent les points de la 4e position.
  - n°5: Paul Russo (150 tours) et Jerry Hoyt (50 tours).
  - n°45: Art Cross (120 tours), Jimmie Davies (30 tours), Johnnie Parsons (22 tours), Andy Linden (17 tours) et Sam Hanks (11 tours).
  - n°16: Duane Carter (76 tours), Jimmy Jackson (57 tours), Tony Bettenhausen (34 tours) et Marshall Teague (29 tours).
  - n°27: Ed Elisian (148 tours) et Bob Scott (45 tours).
  - n°71: Frank Armi (179 tours) et George Fonder (14 tours).
  - n°1: Sam Hanks (112 tours), Jimmy Davies (36 tours) et Jim Rathmann (43 tours).
  - n°12: Rodger Ward (105 tours) et Eddie Johnson (67 tours).
  - n°31: Gene Hartley (151 tours) et Marshall Teague (17 tours).
  - n°74: Andy Linden (113 tours) et Bob Scott (52).
  - n°43: Johnny Thomson (113 tours), Andy Linden (27 tours) et Bill Homeier (25 tours).
  - n°38: Jim Rathmann (95 tours) et Pat Flaherty (15 tours).
  - n°65: Spider Webb (54 tours) et Danny Kladis (50 tours).
  - n°33: Len Duncan (43 tours) et George Fonder (58 tours).

## Sources
- (en) Résultats complets sur le site officiel de l'Indy 500